# Nyctibius bracteatus
Nyctibius bracteatus là một loài chim trong họ Nyctibiidae.